# Ogórki
Ogórki (dodatkowa nazwa w j. litewskim Agurkiai) – wieś w Polsce położona w województwie podlaskim, w powiecie sejneńskim, w gminie Puńsk.
Według Pierwszego Powszechnego Spisu Ludności z 1921 roku wieś Ogórki liczyła 15 domów i 82 mieszkańców (46 kobiet i 36 mężczyzn). Wszyscy mieszkańcy miejscowości zadeklarowali wówczas wyznanie rzymskokatolickie. Jednocześnie większość mieszkańców wsi podała narodowość litewską (81 osób), pozostała jedna osoba zgłosiła narodowość polską.
W latach 1975–1998 miejscowość administracyjnie należała do województwa suwalskiego.